# Braxstad
Braxstad är en herrgård i Östra Tollstads socken i Mjölby kommun i Östergötland.
Godset omtalas första gången 1286. En del av Braxstad tillhörde under medeltiden Vadstena kloster, därefter kronan och kom under 1600-talet i ätterna Leijonskiölds och Lindhielms ägo. En annan del tillhörde på 1600-talet ätten Gyllenstierna och senare Gripenwaldt, Odelberg, De Geer, Hedenstierna och därefter släkten Ahnström.